# W-30
W-30 — тральщик Імперського флоту Японії, який взяв участь у Другій світовій війні.
Корабель, який належить до типу W-19, спорудили у 1944 році на верфі Ishikawajima Shipbuilding у Токіо.
1—9 березня 1944-го W-30 у складі ескорту конвою MOTA-07 пройшов з Японії до Такао (наразі Гаосюн на Тайвані), а 13—17 березня супроводив звідси до Маніли конвой TAMA-11.
20 березня — 3 квітня 1944-го W-30 брав участь у проведенні конвою H-22 з Маніли до острова Хальмахера (східна частина Індонезії). 24 березня тральщик тимчасово відокремився та попрямував до Давао (південне узбережжя острова Мінданаю) і за час його відсутності американський підводний човен потопив два транспорти. 5—7 квітня W-30 супроводжував конвой M-16 на початковій ділянці маршруту від острова Хальмахера до Давао.
У наступні два тижні W-30 здійснив перевезення та висадку ряду армійських патрулів у південній частині Філіппінського архіпелагу, після чого з 22 квітня по 25 травня 1944-го провів кілька ескортних рейсів між Давао, Балікпапаном, Тараканом (центри нафтовидобутку на сході Борнео) та Себу (центральна частина Філіппін).
Наприкінці травня 1944-го союзники висадились на острові Біак біля північно-західного узбережжя Нової Гвінеї. Як наслідок, W-30 з 2 червня по 2 липня був залучений до операції, що мала за мету доставити підкріплення гарнізону Біаку, під час якої по кілька разів відвідав Соронг (західне узбережжя півострова Чендравасіх) та острів Хальмахера. Зі зрозумілих причин корабель не брав участі в рейсах до самого Біаку, які були вкрай небезпечні і для більш швидкісних та краще озброєних кораблів.
З липня 1944-го W-30 займався патрульно-ескортною службою на півдні Філіппінського архіпелагу. 27 липня при проведенні конвою з Давао до Замбоанги американський підводний човен потопив один із транспортів, тоді як проведена кораблями ескорту контратака глибинними бомбами виявилась безрезультатною. 5 серпня, коли W-30 та два допоміжні кораблі вели новий конвой за тим же маршрутом, інший підводний човен потопив флотський танкер «Цурумі».
У першій половині вересня 1944-го тральщик відвідав Таркан і Балікпапан, а з 14 вересня по 3 жовтня супроводжував флотський танкер «Ширетоко» до Маніли (такий тривалий перехід пояснюється потужним ударом по Манілі ворожого авіаносного з'єднання, що змусило шукати прихистку в районі острова Палаван). 6—22 жовтня W-30 провів це ж судно у зворотному напрямку до Таракану, при цьому в танкер влучили дві торпеди з підводного човна, проте після кількаденного ремонту танкер зміг іти далі.
За дві доби W-30 вже був у Мірі (центр нафтовидобутку на північно-західному узбережжі Борнео) і 24—28 жовтня разом зі ще двома тральщиками супроводив звідси до Маніли танкер «Нічінан-Мару № 2».
9 листопада 1944-го W-30 полишив Манілу в межах операції TA (доставка підкріплень на острів Лейте, де в другій половині жовтня висадились союзники) у складі конвою TA-3. 11 листопада на вході в затоку Ормок конвой атакували понад три сотні ворожих літаків. ТА-3 виявився майже знищеним (були втрачені 4 есмінці та 4 транспортні судна, загинуло близько 3,5 тисячі вояків, яких намагались доправити на Лейте), при цьому був потоплений і W-30.